# Eötvös10 Művelődési Ház

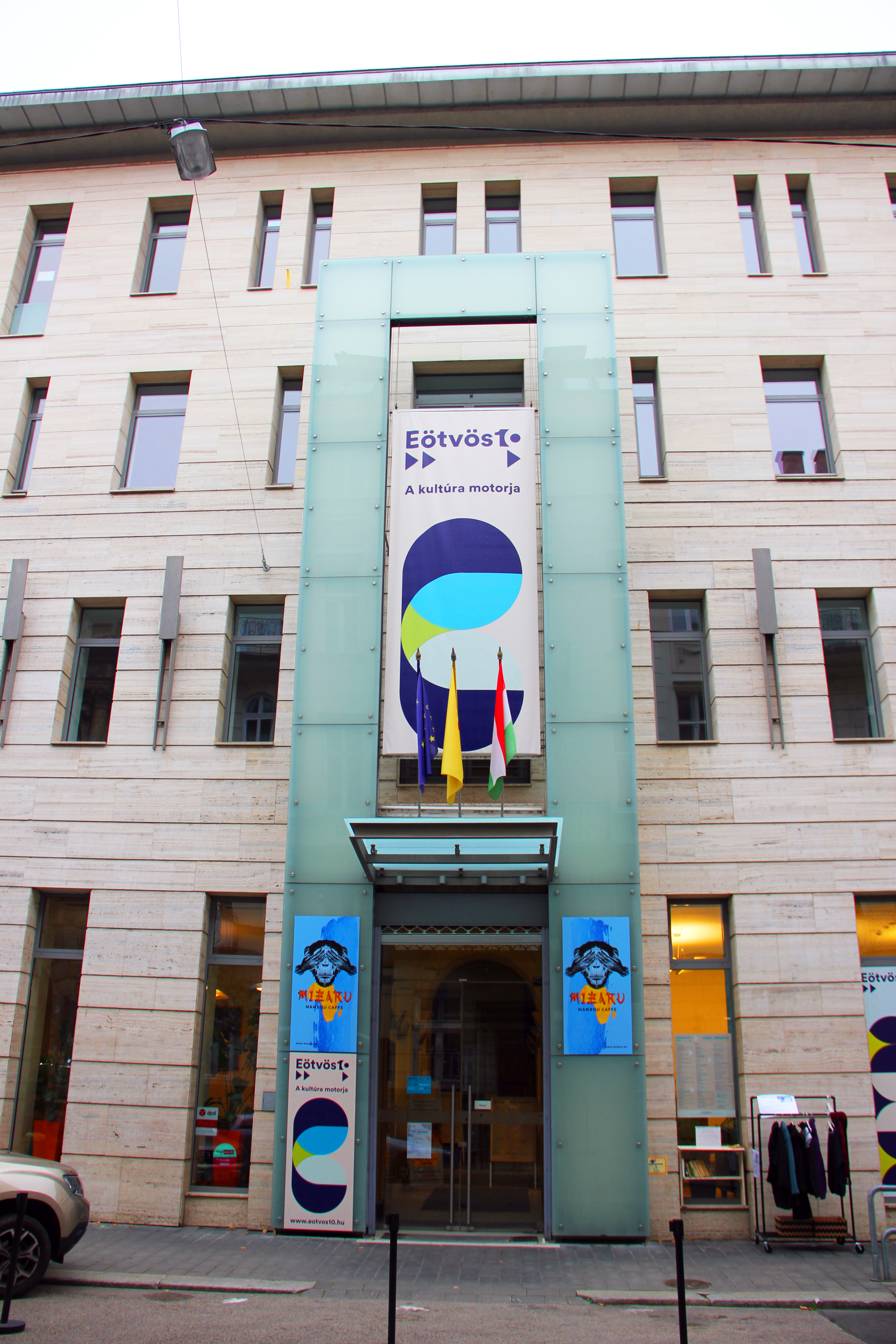
Az Eötvös10 Művelődési Ház homlokzata 2022. november 3-án

## Története
A Terézvárosi Önkormányzat 2005 áprilisában döntött arról, hogy az önkormányzati fenntartású kulturális/közösségi színtér kialakítását indokoló szakmai fejlesztési koncepciót elfogadja, a színtér helyéül pedig az Eötvös utca 10. sz. alatti, önkormányzati tulajdonú ingatlant jelöli ki. 2006-ban elfogadták a projekt összköltségvetését, melynek 74%-a volt állami támogatás, 26%-a önrész.
A Romhányi Péter építésztervező és Kalivoda Árpád társtervező által készített tervek követték az eredeti ház koncepcióját: a két lépcsőház helye, a függőfolyosós udvari jelleg és a pinceszint változatlan maradt, de az udvarból a 2. emeleten húzódó terasz lett – alatta tudták kialakítani a 180 fős nézőtérrel rendelkező színháztermet – és a kétemeletes házat négyemeletesre bővítették. A tervezés, építéshatósági engedélyeztetés, majd a kivitelező közbeszerzés útján történő kiválasztása után az építkezés 2006. december 15-én kezdődött, a kivitelezés befejezésének vállalt időpontja 2008. december 15. volt.
Az építkezés befejezése azonban csúszott: a műszaki átadás 2009 nyarán történt meg, az Eötvös10 Közösségi és Kulturális Színtér hivatalos megnyitóját 2009. október 1-jén, a Zene Világnapján tartották. Az önkormányzat az üzemeltetést saját tulajdonú zrt.-je, a Terézvárosi Kulturális Közhasznú Nonprofit Zrt. kezébe adta.
Budapest VI. kerületében, az Eötvös utca 10. alatt régi hagyománya van a kultúrának. Az épület átépítése előtt a kétemeletes bérház földszintjén volt a Budapesti Városvédő Egyesület székhelye közel 15 évig. Az első emeleti Podmaniczky-terem kiállítások, konferenciák, vetélkedők, közösségi rendezvények számára biztosított otthont hosszú éveken át.
Az 1865 körül épült romantikus lakóházat, a neobarokk ablakrácsokat azonban ma már hiába keressük. Az épület a 2006-2009-es átépítés során teljesen megváltozott: „megnőtt” és „megfiatalodott”. Az alapok, a „gyökerek” azonban megmaradtak. A ház a kultúrának, a jó közösségi találkozóknak újra meg újra igazi színtere.
Az Eötvös10 Közösségi és Kulturális Színtér (2021 óta: Eötvös10 Művelődési Ház) a belváros szívében, a Teréz körúthoz és a Világörökség részévé vált Andrássy úthoz közel, az Eötvös utcában (az Oktogon és a Király utca között) helyezkedik el. Budapest frekventált övezetében fekszik, hiszen a közelben található az Operaház, a Madách Színház, számos kerületi színház, a Pesti Broadway, a Liszt Ferenc tér és nem utolsósorban a Liszt Ferenc Zeneművészeti Egyetem, amelynek könyvtára a Zeneakadémia felújítása alatt (és még azt követően is egy évig) az Eötvös10-ben fogadta a látogatókat.
Az épület tömegközlekedéssel könnyen és gyorsan megközelíthető. A gépkocsival érkezőkre azonban nem gondoltak a tervezéskor: az utcában és a környéken nagyon nehéz parkolóhelyet találni. A megoldás egy mélygarázs építése lett volna, ez azonban egyrészt jelentősen megnövelte volna az építési költségeket, másrészt meg kellett volna válni az eredeti épület nagyon hangulatos, boltíves pincéjétől.
A művelődési házban öt szinten különböző igényeket kielégítő termek adottságai lehetővé teszik rendezvények széles körének lebonyolítását.
Az új épület bruttó alapterülete 4400 nm lett, ebből hasznos alapterület 2290 nm.

## Vezetés
Az Eötvös10-et üzemeltető zrt. vezérigazgatói:  
- Ajtai L. Péter (2009-2010, ezalatt Ivanov Péter volt a Közösségi és Kulturális Színtér igazgatója)
- Bökönyi Anikó (2010-2021)
- Gálvölgyi Dóra (2021-)